# Xã Kidder, Quận Day, South Dakota
Xã Kidder (tiếng Anh: Kidder Township) là một xã thuộc quận Day, tiểu bang Nam Dakota, Hoa Kỳ. Năm 2010, dân số của xã này là 79 người.